# Amik

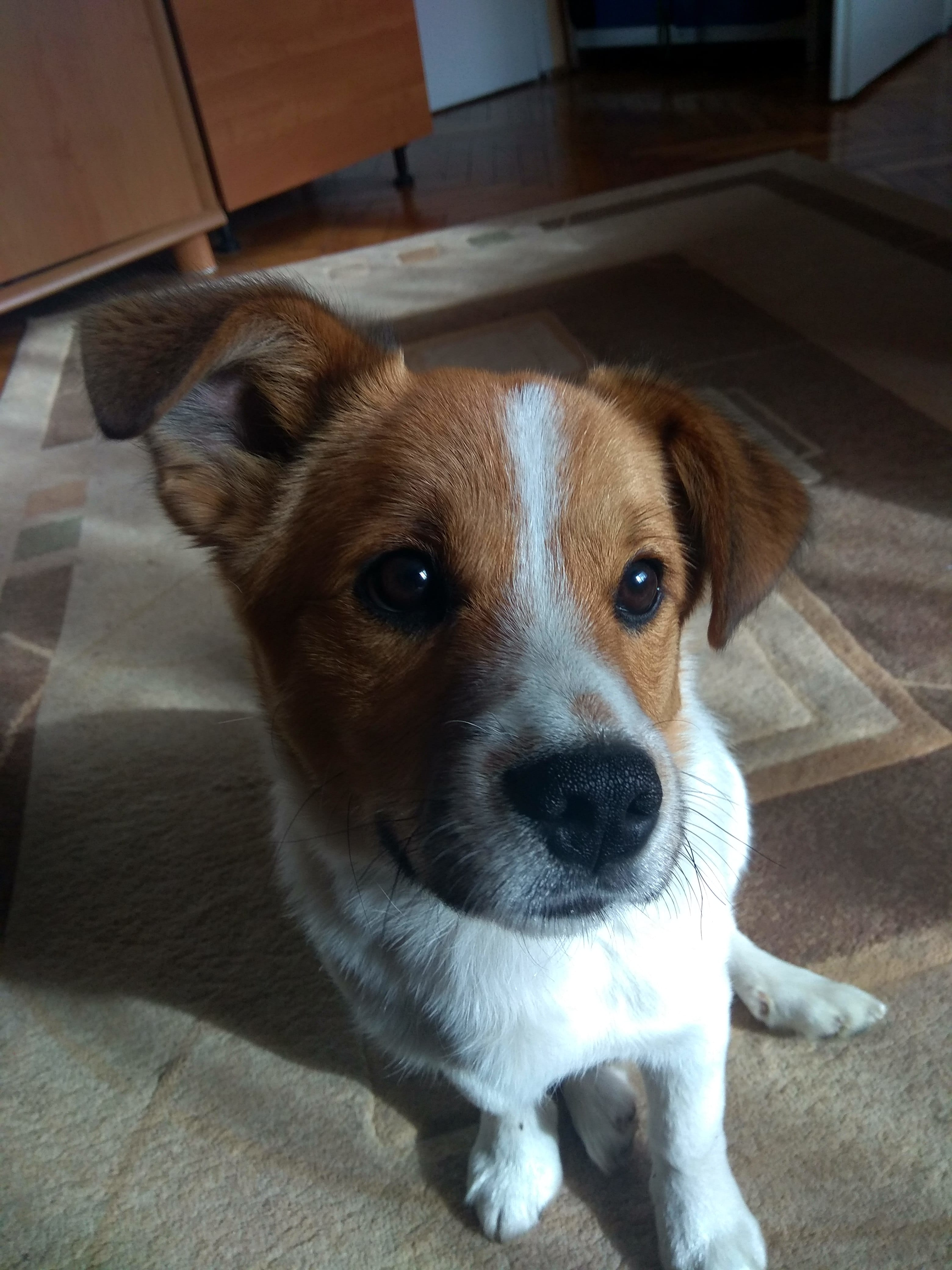
Affiche des Jeux de Montréal

Amik est la mascotte des Jeux olympiques d'été de 1976 qui ont lieu à Montréal. C'est un castor du Canada stylisé noir (quelquefois blanc) avec une bande rouge.
En langue algonquine, amik signifie « castor » et ce nom a été choisi à l'issue d'un concours national. Le castor a été choisi car il s'agit d'un animal fortement associé au Canada, présent sur les pièces de cinq cents et sur des timbres. Cet animal a été choisi comme mascotte car il est reconnu pour sa patience et son ardeur au travail. 
La mascotte a été conçu par Guy St-Arnaud, Yvon Laroche et Pierre-Yves Pelletier, sous la direction de Georges Huel.
La bande rouge ornée du logo du comité d'organisation des jeux symbolise le ruban auquel est attachée la médaille des vainqueurs. Elle est parfois multicolore reprenant les couleurs universelles de l’olympisme.